# PARADOX (PIERROTの曲)
「PARADOX」（パラドクス）は、2001年5月6日に限定発売された、PIERROTのシングル。

## 概要
インディーズからの発売。タワーレコード渋谷店限定で1万枚発売された。紙ジャケット仕様。2002年4月24日に発売されたアルバム『HEAVEN〜THE CUSTOMIZED LANDSCAPE〜』に隠しトラックとして収録された。

## 収録曲
1. PARADOX 
(作詞：キリト 作曲：潤)